# 1,4-二氢吡啶
1,4-二氢吡啶（英語：1,4-Dihydropyridine，缩写DHP）是一种不稳定的有机化合物，化学式为C5H7N，其零点振动能为0.1125 Ha。它可由1-三甲基硅基-1,4-二氢吡啶和甲醇反应，或吡啶和氢化铝锂反应得到，后者会同时产生其它二氢吡啶的异构体。